# Calhoun (Illinois)
Pour les articles homonymes, voir Calhoun.
Calhoun est un village situé au centre du comté de Richland dans l'Illinois, aux États-Unis,. Il est incorporé le 20 septembre 1912.

## Démographie
Lors du recensement de 2010, le village comptait une population de 172 habitants. Elle est estimée, en 2016, à 170 habitants.

### Source de la traduction
- (en) Cet article est partiellement ou en totalité issu de l’article de Wikipédia en anglais intitulé « Calhoun, Illinois » (voir la liste des auteurs).